# Paul Luckey
Pour les articles homonymes, voir Luckey.
Christian Paul Luckey (26 décembre 1884 - 21 juillet 1949) est un historien allemand des mathématiques arabes.

## Formation et carrière
Paul Luckey est né en 1884 à Elberfeld en Allemagne. Il étudie les mathématiques, les sciences et la philosophie à Marbourg, Berlin et Munich. Il enseigne à Elberfeld de 1912 à 1924, avec une interruption due à la Première Guerre mondiale. De 1915 à 1918 il participe sous le drapeau allemand à plusieurs batailles en Belgique et il est blessé durant l'été 1916. De 1924 à 1932, il enseigne à Marbourg. 
Il occupe également en 1924 et 1928 un poste d'enseignant en mathématiques appliquées et en histoire des mathématiques à l'université de Marbourg. 
Il prend sa retraite précocement en 1932, à 47 ans, et commence à étudier l'arabe à Heidelberg, Berlin, Bonn et Tübingen. Il sert de nouveau dans l'armée allemande durant la Seconde Guerre mondiale, jusqu'en juin 1940. En 1941 il soutient sa thèse de doctorat à l'Université de Tübingen consacrée au traité d'Ibrahim ibn Sinan (907-946) sur les calendriers solaires et intitulée « Die Schrift des Ibrāhīm b. Sinān b. Tābit über die Schatteninstrumente ». 
Il se marie en 1942 ou 1943 puis se suicide dans le Lac de Constance à Immenstaad le 21 juillet 1949.

## Travaux
La première partie de ses travaux fait de lui un des experts allemands en nomographie, avec notamment la publication de Einführung in die Nomographie. I. Teil. Die Funktionsleiter en 1918, plusieurs fois réédité et de Einführung in die Nomographie. II. Teil: Die Zeichnung als Rechenmaschine en 1920.
La deuxième partie de ses écrits porte sur la didactique des mathématiques et les mathématiques élémentaires, correspondant à sa période 1924-1932 à Marbourg. 
La troisième grande catégorie de travaux concerne l'histoire des mathématiques. Présente tout au long de sa carrière, elle fait le lien avec ses travaux en nomographie avec l'article « Zur Geschichte der Nomographie », dans lequel il explique l'objectif poursuivi par Ptolémé dans son Analemma (v. 150).
Il s'est intéressé à la géométrique égyptienne antique.
Après ses études d'arabe, Luckey publie une série d'articles importants sur l'histoire des mathématiques arabes, dont six sont publiés à partir de 1938 et trois autres de façon posthume.

## Publications
- Einführung in die Nomographie. I. Teil. Die Funktionsleiter. Leipzig (Teubner) 1918.
- Einführung in die Nomographie. II. Teil: Die Zeichnung als Rechenmaschine. Leipzig -- Berlin (Teubner) 1920.
- Die Rechenkunst bei Ǧamšīd b. Mas'ūd al-Kāší (X-142 p.), Wiesbaden : F. Steiner , 1951[5].
- (trad.) Kitāb fī ālāt al-aẓlāl in Jan Hogendijk (éd.), Francfort : Institute for the history of Arabic-Islamic science at the Johann Wolfgang Goethe University , 1999  (ISBN 9783829841092)[6].